# Mars 1750
Cette page présente les faits marquants du mois de mars 1750.

## Naissances
- 4 mars : Giuseppe Cades, peintre, dessinateur, sculpteur et graveur italien († 8 décembre 1799).
- 9 mars : Johann Friedrich August Tischbein, peintre allemand († 21 juin 1812).
- 16 mars : Caroline Herschel, astronome britannique d'origine allemande († 9 janvier 1848).